# Mathias Lauda
Mathias Lauda (født 30. januar 1981) er en østrigsk racerkører, der pr. 2019 kører for Aston Martin Racing i FIA World Endurance Championship.
Han er søn af den tredobbelte Formel 1-verdensmeter Niki Lauda.